# Ghallehzār
Ghallehzār (persiska: غلّه زار) är en ort i Iran.   Den ligger i provinsen Östazarbaijan, i den nordvästra delen av landet, 500 km väster om huvudstaden Teheran. Ghallehzār ligger 1 333 meter över havet och antalet invånare är 198.
Terrängen runt Ghallehzār är kuperad åt sydost, men åt nordväst är den platt.Runt Ghallehzār är det tätbefolkat, med 459 invånare per kvadratkilometer. Närmaste större samhälle är Āz̄arshahr, 3,1 km öster om Ghallehzār. Trakten runt Ghallehzār består till största delen av jordbruksmark.